# Punta Paloma
Punta Paloma ist eine Landspitze an der Loubet-Küste des Grahamlands auf der Antarktischen Halbinsel. Sie liegt östlich des Madell Point und markiert die westliche Begrenzung der Mündung des Škorpil-Gletschers in den südlichen Abschnitt der Darbel Bay.
Argentinische Wissenschaftler benannten sie. Der weitere Benennungshintergrund ist nicht überliefert.